# Saïd Hamich
Saïd Hamich est un producteur et réalisateur franco-marocain né à Fès en 1986.

## Biographie
Né au Maroc, Saïd Hamich vit dans une cité de Bollène dans le Vaucluse, jusqu'à son départ pour Paris après la fin de ses études secondaires. Diplômé de la Fémis (département « Production »), il travaille comme producteur avec la société Barney Production - qu'il a créée - avant de réaliser son premier long métrage, Retour à Bollène, dont le tournage est effectué en février 2017.
Il est membre du collectif 50/50 qui a pour but de promouvoir l’égalité des femmes et des hommes et la diversité dans le cinéma et l’audiovisuel,.

## Filmographie

### Producteur et réalisateur
- 2018 : Retour à Bollène (long métrage)
- 2020 : Le Départ (court métrage)
- 2024 : La Mer au loin (long métrage)

### Producteur

#### Courts métrages
- 2011 : Condamnations de Walid Mattar
- 2012 : Loup, y es-tu ? de Xavier Sirven
- 2012 : Baba Noël de Walid Mattar
- 2013 : Zakaria de Leyla Bouzid
- 2014 : A la source de Steve Achiepo
- 2014 : Ne parlez pas d'amour de Hadrien Bichet
- 2014 : Moul lkelb (L'homme au chien) de Kamal Lazraq
- 2014 : Angel et Jeanne d'Adrien Lecouturier
- 2015 : Brûle coeur de Vincent Tricon
- 2016 : Tis de Chloë Lesueur
- 2016 : Not K.O. de Xavier Sirven
- 2016 : Bête noire de Maxime Gillier
- 2916 : Le Jour de ton jour de Steve Achiepo
- 2016 : Glister de Vincent Tricon
- 2016 : Bêlons de Mehdi Azzam
- 2017 : Roujoula d'Ilias Eli Faris
- 2017 : Brûlures de Jérémy Giroux
- 2018 : Pompon Girl d'Adriana Soreil
- 2018 : Le Deuxième fils de Hadrien Bichet
- 2019 : Sukar d'Ilias El Faris
- 2019 : Mauvais oeil de Coralie Vranici
- 2019 : Bab Sebta de Randa Maroufi
- 2020 : A propos de Lanzarote en général et de Michel Houellebecq en particulier de Vincent Tricon
- 2021 : Sami la fugue de Vincent Tricon
- 2021 : Pas le temps de Camille Lugan
- 2021 : Fausse route d'Adriana Soreil
- 2022 : Pourquoi as-tu laissé le cheval à sa solitude ? de Faouzi Bensaïdi
- 2022 : La Samaritaine de Mary Arnaud
- 2022 : Bye Bye Benz Benz de Mamoun Rtal Bennani et Jules Rouffio
- 2023 : Ne jamais s'arrêter de crier d'Abdellah Taïa

#### Longs métrages
- 2015 : Much Loved de Nabil Ayouch
- 2017 : Volubilis de Faouzi Bensaïdi
- 2018 : Vent du nord de Walid Mattar
- 2018 : Sofia de Meryem Benm'Barek (producteur exécutif)
- 2020 : Burning Casablanca (Zanka Contact) d'Ismaël El Iraki
- 2022 : Les Harkis de Philippe Faucon (coproducteur)
- 2022 : Le Marchand de sable de Steve Achiepo
- 2022 : Reines de Yasmine Benkiran (coproducteur)
- 2023 : Les Meutes de Kamal Lazraq
- 2023 : Déserts de Faouzi Bensaïdi
- 2024 : Cabo Negro d'Abdellah Taïa